# Peter Callas
Peter Callas (Sídney, Australia, 1952) es un vídeo creador considerado como uno de los más influyentes artistas australianos en el campo del videoarte, exponiendo en museos de todo el mundo y muy atrevido en el uso de las tecnologías. Además ha trabajado en el cine y la animación durante más de dos décadas. Es un pionero en el uso artístico de la imagen electrónica en Australia.
Callas tiene presencia en las colecciones permanentes de numerosos museos prestigiosos, incluyendo el Museo de Arte Moderno de Nueva York, el Kunstmuseum Archivado el 17 de mayo de 2014 en Wayback Machine. de Bonn, la Galería Nacional de Australia en Canberra  y la Galería Nacional de Victoria en Melbourne.

## Biografía
Nacido en Sídney en 1952, Callas está graduado con honores de la Universidad de dicha ciudad además de graduado de la Universidad de Sídney de las Artes, y trabajó con la escultura y la pintura durante la década de los setenta antes de comenzar con el vídeo en 1980 y los medios de comunicación digitales en 1984. Desde 1985 trabaja de manera prácticamente exclusiva con efectos digitales y ordenadores que emplea para confeccionar sus paisajes creando textos visuales relacionados con la cultura tecno-pop. Callas maneja la televisión como un enérgico medio electrónico, el video como universo psicológico y la tecnología como un campo sin dimensión, transformando así símbolos relacionados con la cultura popular en un lenguaje multicultural. 
Peter Callas es un precursor del uso artístico de la imagen electrónica en Australia. Durante las décadas pasadas ha utilizado una gran variedad de medios de comunicación digitales y electrónicos para concebir unos retratos culturales a menudo realizados los períodos de residencia en territorios como Japón, Papúa Nueva Guinea, Estados Unidos, Brasil, Alemania, India e Italia, así como su país, Australia.

## Características de su trabajo
Las obras de Callas sorprenden en la forma, la iconografía y el uso de la tecnología. En vídeos, cintas, trabajos de laserdisco y exhibiciones, el artista australiano construye los paisajes de signos animados y simbólicos. Estos trabajos ingeniosos y vitalistas reflejan mediante imágenes históricas y populares la construcción de identidad cultural y la memoria colectiva. En el año 1985 el artista comenzó a trabajar casi únicamente con la gráfica realizada mediante ordenador, en particular el Fairlight CVI, así como con efectos digitales e imágenes dibujadas a mano. Callas representa la televisión como una corriente de fuegos de artificio electrónicos, el vídeo como un espacio psicológico, y la tecnología como un espacio sin dimensiones. Transforma la importancia contextual de iconos populares para crear un atrevido lenguaje de los símbolos de representación cultural. 

## Contexto cultural
Durante los años ochenta, el videoarte y la videocreación quedaron claramente definidos como exploración experimental con la imagen electrónica, haciendo que inclinación experimental se emancipara de otros diferentes usos del video y construyera su personal circuito de festivales y exposiciones. Así pues, los videocreadores se convirtieron en auténticos referentes. Un distinguido número de críticos de arte y comisarios defendieron la autonomía de este nuevo medio.
Artistas independientes emergieron como creadores con verdadero talento de videos artísticos. De esta manera, surgieron novedosas propuestas procedentes de una generación de videocreadores que se habían formado en el cine y la televisión, los cuales estaban ya familiarizados con los diferentes medios y abiertos a estas nuevas tecnologías, pero también artistas experimentados en la pintura predispuestos a descubrirlas, como es el caso de Peter Callas. Una de las particularidades de las producciones videoartísticas de los años ochenta es la ascendente pluralidad de una estética alimentada de los recursos de distintos medios y enriquecida a partir de las nuevas posibilidades que la tecnología puede aportar a la industria del vídeo.
En Australia, pocos artistas se han mantenido tan comprometido con los nuevos medios y tecnologías digitales como Peter Callas.

## Influencias
Las imágenes icónicas de Callas, son sacadas de las culturas populares y tecnológicas de Japón, Estados Unidos y Australia obteniendo un variado lenguaje visual. 
Sus temas habituales son las distintas culturas así como la reanimación de la historia.

## Obras destacadas
Las obras en vídeo de Callas logran nuevos lenguajes visuales y son enérgicas, dinámicas, llenas de color, plagadas de iconos y tecnológicamente innovadoras. A través de instalaciones y vídeos consigue realizar paisajes llenos de signos que difunden imágenes populares y significativas donde el artista explora una identidad cultural. Si observamos sus imágenes vemos que a menudo son irónicas y caricaturescas. Sus imágenes, como hemos dicho con frecuencia caricaturescas, tienen su origen en la cultura popular australiana, así como las culturas estadounidenses y japonesas.

### Kinema Ningun Yoru (Film Night) (1986)
Kinema Ningun Yoru (Film Night) se trata de un trabajo casi completamente animado donde Callas introduce el adorno del juego del menko como un símbolo recurrente.

### Night’s High Noon: An Anti-Terrain (1988)
Durante las celebraciones del bicenteneario de su natal Australia en 1988 creó Night’s High Noon: An Anti-Terrain, obra en la cual propone una interpretación muy distinta de la reciente historia australiana así como de su identidad.

### Neo Geo: An American Purchase (1989)
Neo Geo fue realizada mientras el artista australiano residía en Nueva York y se trata de un representativo retrato de la cultura norteamericana contemporánea. Se trata de un trabajo lleno de imaginación donde conviven símbolos de violencia, dinero, conflicto, poder y guerra. Estereotipos de la cultura estadounidense, como los cowboys y el Tío Sam coexisten con escenas oscuras y tenebrosas, como las del Ku Klux Klan, todas procesadas mediante el sistema gráfico Fairlight CVI.

### Lost in Translation (1999)
Lost in Translation toma elementos de la historia brasileña tanto religiosa como política haciéndolos chocar el uno con el otro. Este trabajo muestra los acontecimientos que conducen hasta el descubrimiento y la colonización de Brasil.

## Cronología de sus obras relevantes
- Lost in Translation, (1999)
- Bilderbuch fur Ernst Will, (1993)
- Ambient Alphabet (c of meaning), (1992)
- Neo Geo, an American Purchase, (1989)[18]
- Style (Part 2), (1988)
- Night's High Noon; An Anti-Terrain, (1988)
- If Pigs Could Fly (The Media Machine), (1987)[19]
- Kinema No Yuru (Film Night), (1986)[20]
- Double Trouble, (1986)
- Visions, (1986)[21]
- Kiru Umi No Yoni, (1986)

## Galería

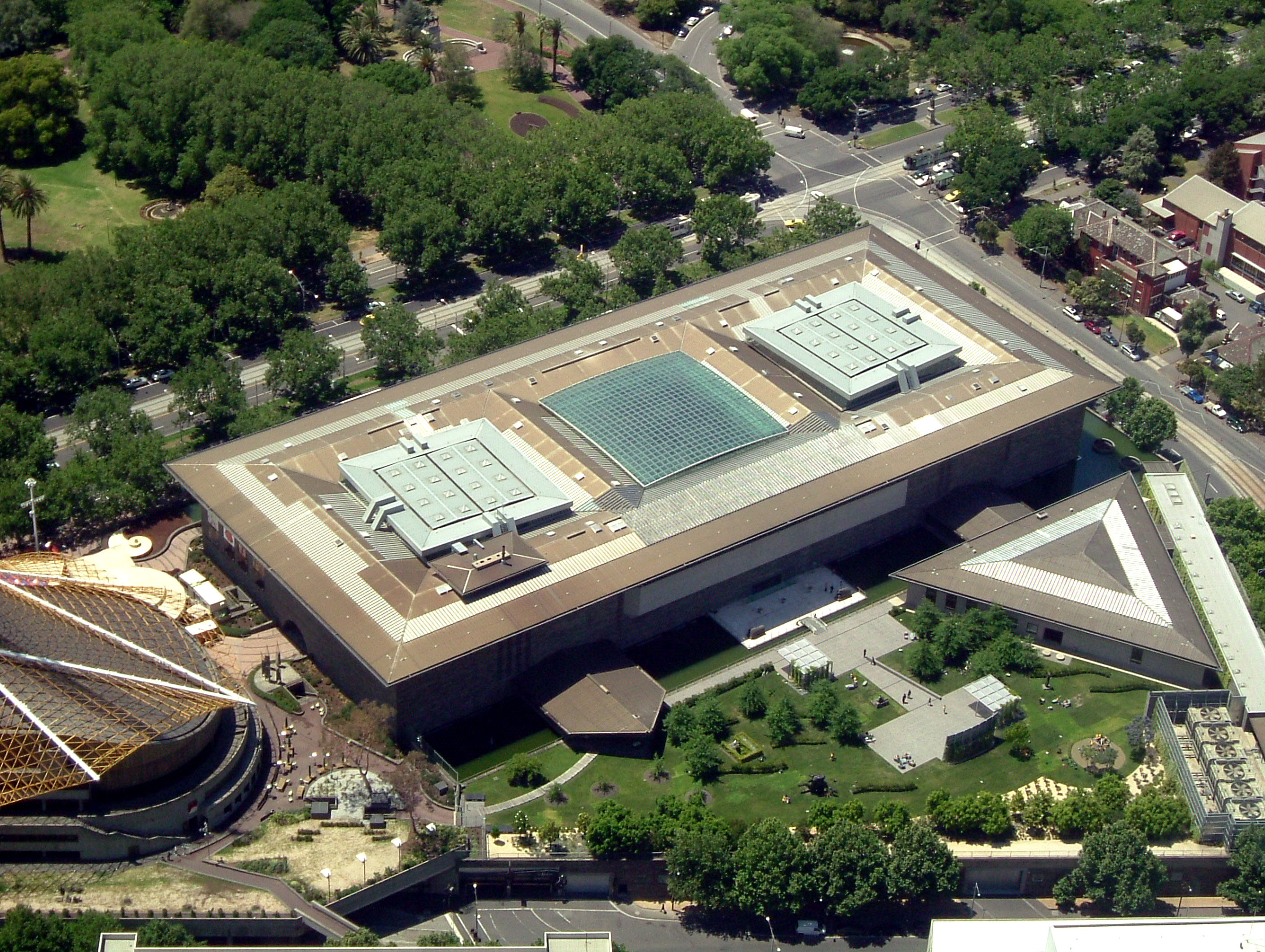
Galería Nacional de Victoria en Melbourne.

## Premios
Las vídeo creaciones de Callas han obtenido numerosos reconocimientos, incluyendo galardones en el Festival Internacional de Nueva York de vídeo; el Primer Premio en la 'Bonn Videonale'; Mención Honorable, 'Ars Electronica', Linz, Austria; World Graph Prix, 'Euro VideoFest', Lisboa y el Gran Premio, 'Festival Internacional de Vídeo Arte', Locarno. También recibió el Premio Nuevos Horizontes para la Innovación en Nuevos Medios de comunicación, de la Sociedad Internacional para las Artes, Ciencias y Tecnología de Berkeley, EE. UU.